# Klamath (rzeka)
Klamath (ang. Klamath River) – rzeka w zachodnich Stanach Zjednoczonych, na terenie stanów Oregon i Kalifornia. Długość rzeki wynosi 409 km.

## Przebieg
Rzeka wypływa z jeziora Ewauna, zasilanego wodami położonego dwa kilometry na północ większego jeziora Upper Klamath Lake, w pobliżu miasta Klamath Falls, w stanie Oregon, na terenie pasma Gór Kaskadowych. Jest to teren erupcji wulkanu Mazama, nazywany potocznie „strefą wybuchu”. W przeważającej części rzeka płynie w kierunku południowo-zachodnim, przecinając pasmo gór Klamath. Uchodzi do Oceanu Spokojnego w pobliżu miejscowości Requa, w Kalifornii.
Głównymi dopływami są rzeki Shasta, Scott, Salmon i Trinity.
Większość źródliskowego odcinka rzeki (około 65 kilometrów) można przebywać wyłącznie drogą wodną. Nie ma w tym rejonie nadrzecznych dróg. Do najbardziej odosobnionych osad Indian Pecwan nie dociera również elektryczność.

## Historia
Dolinę rzeki zamieszkują plemiona indiańskie: Klamatowie, Modokowie, Shasta, Karuk, Hoopa oraz Yurok. Przez wieki Klamath była osią życia tych społeczności, dostarczając pożywienia i witek do wyplatania koszyków.
W 1918 rozpoczęto hydrotechniczne zagospodarowanie dorzecza Klamath. Spółka California Oregon Power Co. zbudowała pierwszą hydroelektrownię. Następnie zrealizowała kolejne trzy. Ostatnią, o nazwie Iron Gate Dam, ukończono w 1962. Obiekty te tworzą kompleks hydroenergetyczny Pacific Power zaspokajający potrzeby 70.000 gospodarstw domowych. 
Z czasem w dolinie rzeki doszło do ostrych konfliktów pomiędzy lokalnymi szczepami Indian a farmerami, którzy nawadniali swoje pola na suchych terenach przy granicy z Oregonem. W 1997 żyjący w rzece kiżucz został objęty ochroną ustawową i zagwarantowano mu minimalny przepływ wody. W 2001 władze federalne odcięły w związku z tym dopływ wody dla 1400 farmerów, którzy gospodarowali na powołanym dla rekultywacji regionu obszarze Klamath Reclamation Project. Ruch ten wywołał akty obywatelskiego nieposłuszeństwa wśród farmerów oraz zorganizowane protesty. Ostatecznie kanały irygacyjne zostały otwarte, a władze federalne zapewniły, że pola będą miały zapewniony odpowiedni poziom nawodnienia. 

## Czystość
Rzeka charakteryzuje się pod względem czystości wód odwróconym układem hydrologicznym: najbrudniejsza jest w górnym biegu i stopniowo oczyszcza się i staje bardziej przejrzysta ku ujściu.